# Moutonneau
Moutonneau ist eine ehemalige französische Gemeinde mit 104 Einwohnern (Stand 1. Januar 2022) im Département Charente in der Region Nouvelle-Aquitaine (vor 2016 Poitou-Charentes). Sie gehörte zum Arrondissement Confolens. Die Einwohner werden Multonelliens und Multonelliennes genannt.
Der Erlass des Präfekten vom 6. November 2024 legte mit Wirkung zum 1. Januar 2025 die Eingliederung von Moutonneau zusammen mit der früheren Gemeinde Aunac-sur-Charente zur neuen, gleichnamigen Commune nouvelle Aunac-sur-Charente fest. Moutonneau besitzt keinen Status als Commune déléguée.

## Geografie

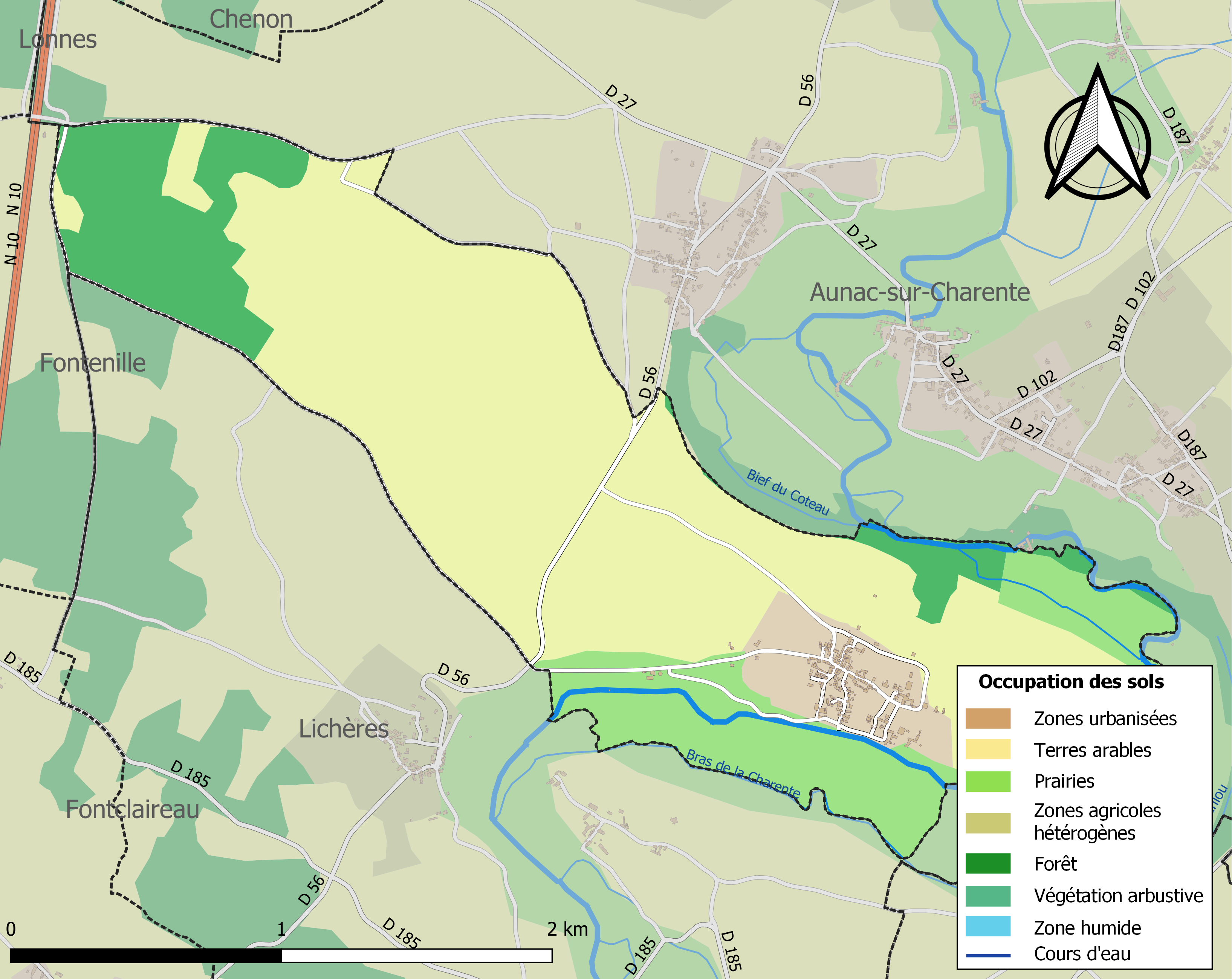
Bodennutzung, Hydrografie und Infrastruktur von Moutonneau (2018)

Moutonneau liegt etwa 30 Kilometer nordnordöstlich von Angoulême und etwa 36 Kilometer westsüdwestlich von Confolens in der historischen Provinz des Angoumois in einer Flussschlinge am rechten Ufer der Charente.
Das Zentrum liegt auf einer Höhe von etwa 77 m. Das Bodenrelief steigt vom Charente-Tal nach Westen hin auf dem flachen Bergrücken Grandes Combes bis auf 119 m an. Der tiefste Punkt mit 61 m Höhe wird im Südwesten beim Austritt der Charente aus dem Ortsgebiet gemessen.
Teile des Gebiets von Moutonneau gehören zu den ZNIEFF-Naturzonen „Vallée de la Charente de Bayers à Mouton“ (540007581) und „Vallée de la Charente en amont d’Angoulême“ (540120100).
Rund 81 % der Fläche von Moutonneau werden landwirtschaftlich, hauptsächlich als Kulturboden genutzt, rund 13 % sind bewaldet, insbesondere im Westen des Ortsgebiets, rund 6 % entfallen auf bebaute Flächen.
Umgeben wird Moutonneau von den Ortsteilen Aunac und Bayers im Norden und Osten sowie von den Nachbargemeinden Mouton über einen Berührungspunkt im Süden, Lichères im Süden und Südwesten sowie Fontenille im Westen.

## Bevölkerungsentwicklung

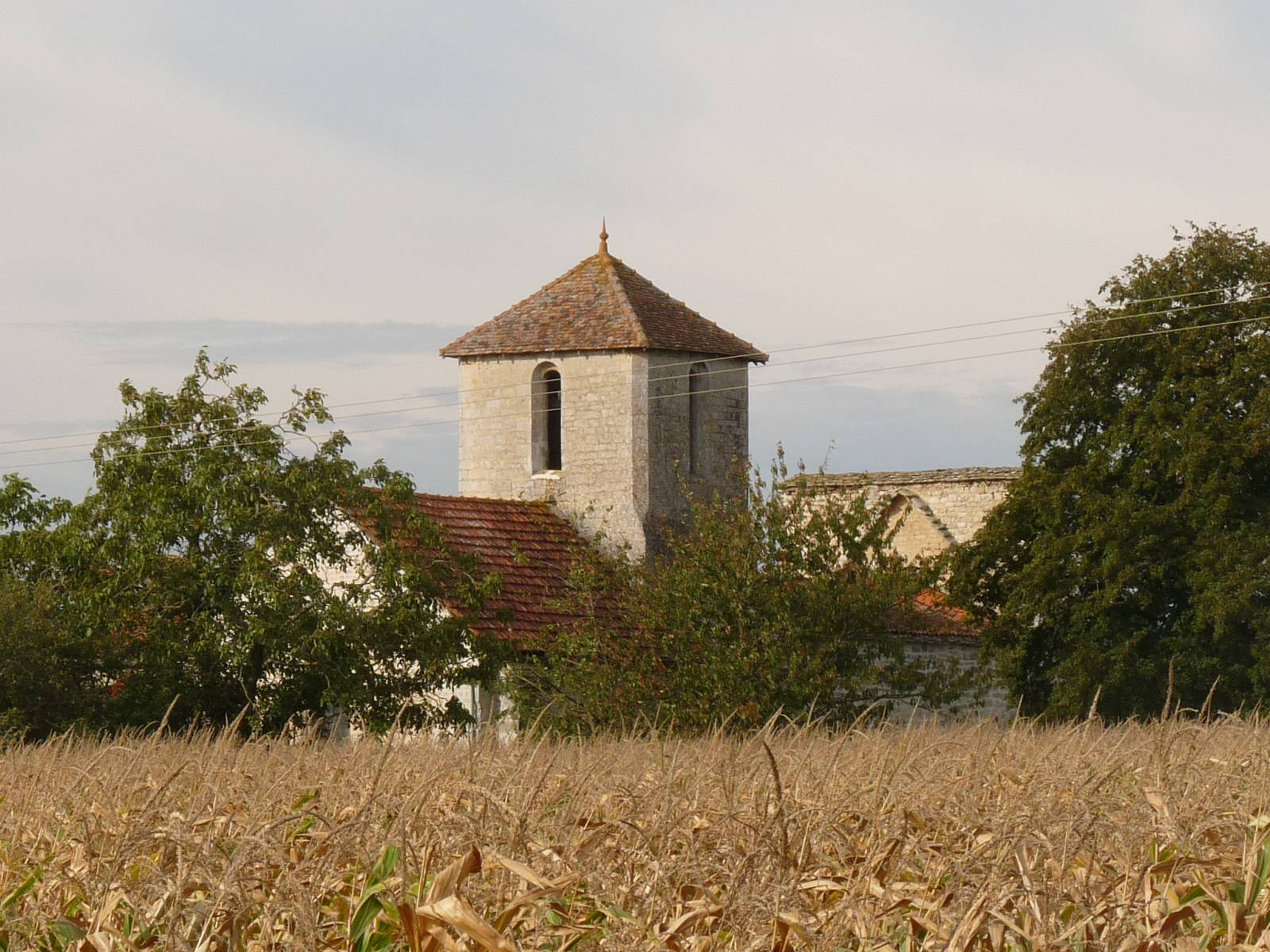
Kirche Saint-Vivien

| Moutonneau: Einwohnerzahlen von 1793 bis 2020                                                                              | Moutonneau: Einwohnerzahlen von 1793 bis 2020 | Moutonneau: Einwohnerzahlen von 1793 bis 2020 | Moutonneau: Einwohnerzahlen von 1793 bis 2020 | Moutonneau: Einwohnerzahlen von 1793 bis 2020 |
| --- | --------------------------------------------- | --------------------------------------------- | --------------------------------------------- | --------------------------------------------- |
| Jahr |                                               |                                               |                                               | Einwohner                                     |
| 1793 | 1793                                          |                                               | 280                                           | 280                                           |
| 1800 | 1800                                          |                                               | 281                                           | 281                                           |
| 1806 | 1806                                          |                                               | 316                                           | 316                                           |
| 1821 | 1821                                          |                                               | 276                                           | 276                                           |
| 1831 | 1831                                          |                                               | 294                                           | 294                                           |
| 1841 | 1841                                          |                                               | 262                                           | 262                                           |
| 1846 | 1846                                          |                                               | 255                                           | 255                                           |
| 1851 | 1851                                          |                                               | 250                                           | 250                                           |
| 1856 | 1856                                          |                                               | 225                                           | 225                                           |
| 1861 | 1861                                          |                                               | 228                                           | 228                                           |
| 1866 | 1866                                          |                                               | 213                                           | 213                                           |
| 1872 | 1872                                          |                                               | 219                                           | 219                                           |
| 1876 | 1876                                          |                                               | 220                                           | 220                                           |
| 1881 | 1881                                          |                                               | 202                                           | 202                                           |
| 1886 | 1886                                          |                                               | 219                                           | 219                                           |
| 1891 | 1891                                          |                                               | 220                                           | 220                                           |
| 1896 | 1896                                          |                                               | 218                                           | 218                                           |
| 1901 | 1901                                          |                                               | 214                                           | 214                                           |
| 1906 | 1906                                          |                                               | 199                                           | 199                                           |
| 1911 | 1911                                          |                                               | 202                                           | 202                                           |
| 1921 | 1921                                          |                                               | 174                                           | 174                                           |
| 1926 | 1926                                          |                                               | 166                                           | 166                                           |
| 1931 | 1931                                          |                                               | 151                                           | 151                                           |
| 1936 | 1936                                          |                                               | 145                                           | 145                                           |
| 1946 | 1946                                          |                                               | 112                                           | 112                                           |
| 1954 | 1954                                          |                                               | 111                                           | 111                                           |
| 1962 | 1962                                          |                                               | 100                                           | 100                                           |
| 1968 | 1968                                          |                                               | 108                                           | 108                                           |
| 1975 | 1975                                          |                                               | 133                                           | 133                                           |
| 1982 | 1982                                          |                                               | 116                                           | 116                                           |
| 1990 | 1990                                          |                                               | 121                                           | 121                                           |
| 1999 | 1999                                          |                                               | 123                                           | 123                                           |
| 2006 | 2006                                          |                                               | 106                                           | 106                                           |
| 2013 | 2013                                          |                                               | 103                                           | 103                                           |
| 2020 | 2020                                          |                                               | 118                                           | 118                                           |
| Quelle(n): EHESS/Cassini bis 1999, INSEE ab 2006 Anmerkung(en): Ab 1962 offizielle Zahlen ohne Einwohner mit Zweitwohnsitz |                                               |                                               |                                               |                                               |

## Sehenswürdigkeiten
- Kirche Saint-Vivien
- Schloss Moutonneau